# Campeonato de España de Clubes 2012
El Campeonato de España de Clubes 2012 fue la 55.ª edición masculina y 47.ª femenina de la Liga de Clubes de atletismo de España. La jornada final de la División de Honor se disputó el 2 de junio de 2012, resultando campeón masculino el Playas de Castellón, por cuarta temporada consecutiva, y femenino el CA Valencia Terra i Mar, que sumó su vigésimo título consecutivo.

## Sistema de competición
Como en temporadas precedentes, la liga de clubes, tanto la masculina como la femenina, estuvo compuesta por tres divisiones. La máxima categoría (División de Honor) y la segunda categoría (Primera División) estuvieron integradas por 16 clubes y siguieron ambas el mismo sistema de competición, con la disputa de tres jornadas (dos preliminares y una final). 

### Desarrollo de las jornadas en División de Honor y Primera División
En la primera jornada se disputaron cuatro encuentros cuadrangulares, con la participación de dos atletas de cada club por prueba (18 pruebas individuales y 2 de relevos). Al término de la primera jornada, los equipos que finalizaron en primera posición de cada encuentro recibieron 4 puntos; 3 puntos los segundos; 2 puntos los terceros y 1 punto los últimos clasificados.
En la segunda jornada se disputaron igualmente cuatro encuentros cuadrangulares, quedando repartidos los equipos de modo que en cada encuentro de la segunda jornada hubiese un primer clasificado de un encuentro de la primera jornada, un segundo de otro encuentro, un tercero de otro encuentro y un cuarto del otro encuentro restante. El sistema de puntuación fue el mismo que en la primera jornada.
Con el total de puntos acumulados por los 16 equipos en las dos primeras jornadas se elaboró una clasificación general (en caso de empate de dirimió en función de suma de puntos por puestos, y de persistir, por suma de puntos por Tabla Húngara 2008). Los ocho equipos con mayor puntuación acumulada disputaron la final por el título y los ocho restantes la final por la permanencia en la categoría. 
La disputa de dos encuentros octogonales (por el título y por la permanencia) en la tercera jornada final, en lugar de los dos cuadrangulares de años anteriores, fue la principal novedad en el sistema de competición de esta temporada. A diferencia de las dos primeras jornadas, en la tercera jornada final sólo pudo participar un atleta de cada club por prueba. 

#### Efectos de la clasificación final
En División de Honor, el equipo con mayor puntuación en el encuentro final por el título se proclamó campeón y obtuvo la clasificación para la Copa de Europa de Clubes de la siguiente temporada. Por su parte, los dos últimos clasificados en la final por la permanencia fueron descendidos a Primera División para la siguiente temporada.
En Primera División, el equipo con mayor puntuación en el encuentro final por el título se proclamó campeón de la categoría y, junto al subcampeón, obtuvo el ascenso a la División de Honor para la siguiente temporada. Por su parte, los dos últimos clasificados en el encuentro final de permanencia perdieron la categoría.

### Calendario y sedes
La primera jornada de la División de Honor se disputó el 28 de abril de 2012 y la de Primera División el 29 de abril. La segunda jornada de la División de Honor se disputó el 19 de mayo de 2012 y la de Primera División nuevamente un día más tarde. 
La tercera jornada, tanto de División de Honor como de Primera División, se disputó el 2 de junio de 2012. En categoría masculina, la final por el título en División de Honor tuvo lugar en el Polideportivo de La Luz de Tres Cantos y el encuentro por la permanencia en las Pistas de Atletismo Purificación Santamarta de Burgos. En Primera División masculina, la final por el título se disputó en Alcorcón y la final por la permanencia en Éibar. En categoría femenina, la final por el título en División de Honor tuvo lugar en el Complejo Deportivo Gaetà Huguet de Castellón y el encuentro por la permanencia en Valladolid. En Primera División, el encuentro final por el título se disputó en Éibar y la permanencia en Burgos.
La fase final de la Segunda División se disputó el 3 de mayo, en el Estadio Monte Romero de Murcia la masculina y en Alcorcón la femenina.

## Final de la División de Honor

### Masculina
Se disputó en la localidad madrileña de Tres Cantos, estrenando el formato octogonal en el encuentro final, con los equipos: Tenerife Cajacanarias, ISN Navarra, Unicaja Atletismo, AD Marathon, CAB Puerto Alicante, Universidad de Oviedo, Playas de Castellón, FC Barcelona. Los castellonenses, vigentes campeones de España y subcampeones de Europa, y los barcelonistas, que esta temporada regresaban a la élite, llegaron como favoritos a la final, manteniendo un mano a mano durante toda la jornada que finalmente se decantó por un estrecho margen de puntos a favor de los primeros.
La jornada arrancó con victoria de los atletas del Playas en las cuatro primeras pruebas: en salto de longitud, con Luis Felipe Méliz; en 400 metros lisos, con Mark Ujakpor; en 400 metros vallas, con Diego Cabello; y en martillo, con Javier Cienfuegos, que logró el récord del campeonato con 76,08 metros, a 13 centímetros de su propio récord de España. Los castellonenses, sin embargo, no puntuaron ni en los 800 metros y ni en pértiga, pruebas en las que se impusieron los azulgranas con Manuel Olmedo y Dídac Salas respectivamente. A partir de ese momento los clubes mantuvieron su pulso durante toda la jornada: los azulgrana ganaron en altura con Javier Bermejo, en 200 metros con Ángel David Rodríguez, en 110 metros vallas con el plusmarquista español Jackson Quiñónez; y en 100 metros con Patrick Chinedu Ike, que estableció nuevo récord del campeonato con 10.20. Por su parte, el Playas logró el primer puesto en 1.500 metros con Mauri Castillo, en 5.000 metros marcha con Álvaro Martín; en 3.000 metros lisos con Francisco Javier Abad; en jabalina con José Maria Vila y en triple salto con Vicente Docavo. Además de las nueve victorias, los atletas de Playas lograron ocho segundos puestos -destacando el de Frank Casañas en disco, por detrás del plusmarquista español del Tenerife CajaCanarias, Mario Pestano- y esa mayor regularidad permitió a los de La Plana imponerse en la clasificación final por el estrecho margen de once puntos (134 a 123). El club anfitrión, la AD Marathon, obtuvo la victoria en la última prueba, el relevo 4 x 400, lo que le permitió completar el podio, con 98 puntos.

### Femenina
Los clubes participantes en el encuentro octogonal femenino, disputado en Castellón fueron: AD Marathon, CAB Puerto de Alicante, Playas de Castellón, AA Catalunya, FC Barcelona, Piélagos Inelecma, Atlético San Sebastián y Valencia Terra i Mar, que confirmó su hegemonía logrando con claridad su vigésimo título consecutivo. Las atletas rosas se impusieron en 11 de las 20 pruebas de la final: Digna Murillo en 100 metros (11.90), Aauri Bokesa en 400 metros (53.65), Isabel Macías en 1.500 metros (4:28.31), Ana Torrijos en 110 metros vallas (13.66), Anna Pinero en pértiga (4,10 m.), María del Mar Jover en longitud (6,35 m.), Patricia Sarrapio en triple, Úrsula Ruiz en peso, Berta Castells en martillo (67,73), Nota Bicet en jabalina y Beatriz Pascual en 5.000 metros marcha.
Con el título ya asegurado, las valencianas renunciaron a disputar las pruebas de 3.000 metros y de relevo 4 x 400. Esta última prueba, no obstante, sirvió para definir el podio; con su victoria, la AD Marathon logró subirse al segundo cajón, con dos puntos de ventaja sobre el Puerto de Alicante.

## Clasificaciones finales masculinas

### División de Honor
| Pos. | Equipo                     | Ptos. |
| ---- | -------------------------- | ----- |
| 1    | Playas de Castellón        | 134   |
| 2    | FC Barcelona               | 123   |
| 3    | AD Marathon                | 98    |
| 4    | CAB Puerto de Alicante     | 92    |
| 5    | Universidad de Oviedo      | 77    |
| 6    | CA Tenerife CajaCanarias   | 73    |
| 7    | Unicaja Atletismo          | 63    |
| 8    | Grupo ISN Navarra Atlético | 55    |

| Pos. | Equipo                      | Ptos. |
| ---- | --------------------------- | ----- |
| 9    | AA Catalunya                | 102   |
| 10   | SG Pontevedra               | 93    |
| 11   | CA Fent Camí Mislata        | 92    |
| 12   | Nerja.com-Cueva de Nerja    | 91    |
| 13   | Ourense At. Academia Postal | 90    |
| 14   | Real Sociedad               | 86,5  |
| 15   | UBU Caja de Burgos          | 86    |
| 16   | Simply-Scorpio 71           | 77,5  |

|  | Clasificado para la Copa del Rey 2013 |
|  | Desciende a Primera División          |

### Primera División
| Pos. | Equipo                     | Ptos. |
| ---- | -------------------------- | ----- |
| 1    | ADAS O Barco               | 114   |
| 2    | JA Sabadell                | 112,5 |
| 3    | Atletismo Alcorcón         | 93,5  |
| 4    | Hinaco Monzón              | 92    |
| 5    | Universidad del País Vasco | 90    |
| 6    | CAI GC CajaCanarias        | 75,5  |
| 7    | RC Celta de Vigo           | 73    |
| 8    | ISS - L'Hospitalet         | 58,5  |

| Pos. | Equipo                   | Ptos. |
| ---- | ------------------------ | ----- |
| 9    | Decatlón Kondy           | 110   |
| 10   | Vino Toro CRural SofToro | 98,5  |
| 11   | Super Amara BAT          | 92    |
| 12   | EAMJ-Fuerteventura       | 90    |
| 13   | CA Afflelou Narón        | 89    |
| 14   | Atlético Salamanca       | 83,5  |
| 15   | CA San Sebastián         | 81    |
| 16   | Bidezabal AT             | 72    |

|  | Asciende a División de Honor |
|  | Desciende a Segunda División |

### Segunda División
| Pos. | Equipo                 | Ptos. |
| ---- | ---------------------- | ----- |
| 1    | At. Intec-Zoiti        | 106   |
| 2    | CA Murcia Tovarsport   | 103   |
| 3    | CEAT CajaCanarias 1984 | 96    |
| 4    | Atletismo Perceiana    | 92    |
| 5    | Bahia Algeciras        | 91    |
| 6    | CA Montornès           | 87    |
| 7    | Almaraz-Extremadura    | 83    |
| 8    | Avinent Manresa        | 59    |

|  | Asciende a Primera División |

## Clasificaciones finales femeninas

### División de Honor
| Pos. | Equipo                  | Ptos. |
| ---- | ----------------------- | ----- |
| 1    | CA Valencia Terra i Mar | 128   |
| 2    | AD Marathon             | 95    |
| 3    | CAB Puerto de Alicante  | 94    |
| 4    | Playas de Castellón     | 92    |
| 5    | AA Catalunya            | 90    |
| 6    | FC Barcelona            | 82,5  |
| 7    | Piélagos Inelecma       | 68,5  |
| 8    | CA San Sebastián        | 64    |

| Pos. | Equipo                     | Ptos. |
| ---- | -------------------------- | ----- |
| 9    | Simply-Scorpio 71          | 119   |
| 10   | Bidezabal AT               | 113   |
| 11   | Cueva de Nerja-UMA         | 113   |
| 12   | Grupo ISN Navarra Atlético | 110   |
| 13   | CA Ría Ferrol-C. Arenal    | 85    |
| 14   | CA Valladolid-UV           | 71    |
| 15   | Universidad de Oviedo      | 65,5  |
| 16   | EAMJ-Fuerteventura         | 40,5  |

|  | Clasificado para la Copa de la Reina 2013. |
|  | Desciende a Primera División.              |

### Primera División
| Pos. | Equipo                      | Ptos. |
| ---- | --------------------------- | ----- |
| 1    | Unicaja Atletismo           | 119,5 |
| 2    | León Sprint Atletismo       | 108   |
| 3    | ISS - L'Hospitalet          | 102   |
| 4    | Ourense At. Academia Postal | 93    |
| 5    | CA Silla Kelme              | 80    |
| 6    | Super Amara BAT             | 73,5  |
| 7    | CEAT CajaCanarias 1984      | 73,5  |
| 8    | Avinent Manresa             | 64,5  |

| Pos. | Equipo                   | Ptos. |
| ---- | ------------------------ | ----- |
| 9    | CA Tenerife CajaCanarias | 89    |
| 10   | Anta Banderas FDR        | 89    |
| 11   | CA Femenino Celta        | 87,5  |
| 12   | CA Laietània             | 81    |
| 13   | Lleida UA                | 76    |
| 14   | Juventud Elche Arosa     | 71,5  |
| 15   | Lucus Caixa Rural Galega | 65    |

|  | Asciende a División de Honor |
|  | Desciende a Segunda División |

### Segunda División
| Pos. | Equipo              | Ptos. |
| ---- | ------------------- | ----- |
| 1    | CAI GC CajaCanarias | 113,5 |
| 2    | SG Pontevedra       | 97    |
| 3    | Atletismo Alcorcón  | 95,5  |
| 4    | Hinaco Monzón       | 89    |
| 5    | CA Torrent          | 88    |
| 6    | JA Sabadell         | 82    |
| 7    | Decatlón Kondy      | 79    |
| 8    | Ciudad de Motril    | 70    |

|  | Primera a Segunda División |

## Ascensos, descensos y renuncias

### Masculino
- Descenso de División de Honor a Primera División: Debido a las retiradas del Ourense Academia Postal y del ADAS (que había ascendido de Primera División) el Simply-Scorpio y el UBU Caja de Burgos, inicialmente descendidos, fueron repescados al ser los clubes suplentes con mejor estadillo.
- Ascenso de Primera División a División de Honor: Ascendió el JA Sabadell como subcampeón de Primera División. El campeón, ADAS, renunció al ascenso conseguido por falta de patrocinadores y se retiró de la competición.
- Descenso de Primera División a Segunda División: No hubo descensos, debido a las repescas del Simply-Scorpio y UBU Caja de Burgos para División de Honor y a la retirada del EAMJ-Fuerteventura, dejando tres plazas vacantes. Fueron cubiertas con la respesca del CA San Sebastián y el Bidezabal AT, inicialmente descendidos, junto al ascenso del CEAT CajaCanarias 1984, de Segunda División, al ser los tres clubes suplentes con mejor estadillo.
- Ascenso de Segunda División a Primera División:  Ascendieron el Intec-Zoiti y CA Murcia Tovarsport, como campeón y subcampeón, respectivamente, de Segunda División. El CEAT CajaCanarias 1984 (tercer clasificado de Segunda División) ascendió también para cubrir la retirada del EAMJ-Fuerteventura, al ser el club suplente con mejor estadillo.

### Femenino
- Descenso de División de Honor a Primera División: Universidad de Oviedo y EAMJ-Fuerteventura. Ambos renunciaron también a disputar la Primera División 2013.
- Ascenso de Primera División a División de Honor: Unicaja Atletismo y León Sprint Atletismo.
- Descenso de Primera División a Segunda División: Debido a las retiradas del Ourense Academia Postal y del CA Laietània, junto a las renuncias del EAMJ-Fuerteventura, del Universidad de Oviedo (ambos descendidos de División de Honor) y de la SG Pontevedra (ascendido de Segunda División), el Lucus Caixa Rural Galega, inicialmente descendido, fue repescado, al ser el club suplente con mejor estadillo. Las otras cuatro plazas vacantes fueron cubiertas con clubes de Segunda División.
- Ascenso de Segunda División a Primera División: Ascendió el CAI GC CajaCanarias como campeón de Segunda División. El subcampeón, SG Pontevedra, renunció al ascenso conseguido al no disponer de recursos económicos. Para cubrir el resto de vacantes de la Primera División por renuncias y retiradas, el Hinaco Monzón (cuarto clasificado de Segunda División) y el CA Alcorcón (tercero) ascendieron también al figurar entre los clubes suplentes con mejor estadillo. Las dos vacantes restantes fueron ofrecidas al resto de clubes de Segunda División por orden de clasificación, aceptando la plaza el JA Sabadell (sexto) y el Decatlón Kondy (séptimo).

## Récords
Récords del campeonato batidos en esta edición:
| Prueba                              | Atleta               | Club                   | Fecha      | Lugar       | Marca    |
| ----------------------------------- | -------------------- | ---------------------- | ---------- | ----------- | -------- |
| 100 metros (masculino)              | Chinedu Patrick Ike  | FC Barcelona           | 02/06/2012 | Tres Cantos | 10.20    |
| Lanzamiento de martillo (masculino) | Javier Cienfuegos    | Playas de Castellón    | 02/06/2012 | Tres Cantos | 76,08 m. |
| 5.000 metros marcha (femenino)      | Julia Takács Nyerges | CAB Puerto de Alicante | 28/04/2012 | Majadahonda | 21:14.57 |

### Actas oficiales (RFEA)
- Resultados y clasificaciones de la final por el título en División Honor masculina Archivado el 20 de junio de 2012 en Wayback Machine.
- Resultados y clasificaciones de la final por el título en División Honor femenina Archivado el 20 de junio de 2012 en Wayback Machine.
- Resultados y clasificaciones de la final por la permanencia en División Honor masculina Archivado el 20 de junio de 2012 en Wayback Machine.
- Resultados y clasificaciones de la final por la permanencia en División Honor femenina Archivado el 20 de junio de 2012 en Wayback Machine.
- Resultados y clasificaciones de la final por el título en Primera División masculina Archivado el 20 de junio de 2012 en Wayback Machine.
- Resultados y clasificaciones de la final por la permanencia en Primera División masculina Archivado el 20 de junio de 2012 en Wayback Machine.
- Resultados y clasificaciones de la final por el título en Primera División femenina Archivado el 20 de junio de 2012 en Wayback Machine.
- Resultados y clasificaciones de la final por la permanencia en Primera División femenina Archivado el 20 de junio de 2012 en Wayback Machine.
- Resultados y clasificaciones de la final de Segunda División masculina Archivado el 20 de junio de 2012 en Wayback Machine.
- Resultados y clasificaciones de la final de Segunda División femenina Archivado el 20 de junio de 2012 en Wayback Machine.

- Datos: Q2840779